# Байден, Нейлия
Нейлия Хантер Байден (англ. Neilia Hunter Biden, 28 июля 1942, Скейнителес[en]), штат Нью-Йорк, США — 18 декабря 1972,  Уилмингтон, штат Делавэр, США) — американская учительница и первая жена будущего 46-го президента США (на момент смерти — избранного сенатора от штата Делавэр) Джо Байдена. Она погибла в автокатастрофе в 1972 году вместе со своей маленькой дочерью Наоми; два её сына, Бо и Хантер, получили серьёзные травмы, но в итоге выжили.

## Биография

### Ранние годы
Нейлия Хантер родилась 28 июля 1942 года в Сканеателесе, Нью-Йорк, в семье Луизы (до брака — Базель; 1915—1993) и Роберта Хантера (1914—1991). Она училась в школе-интернате в Пенсильвании. Активно участвовала в школьном французском клубе, хоккее, плавании и школьном совете.
Окончив среднюю школу, поступила в Сиракузский университет, позже была школьным учителем в школьном округе города Сиракузы. Она была родственницей члена городского совета Оберна Роберта Хантера.

### Брак
Нейлия Хантер познакомилась с Джо Байденом в Нассау, где Байден проводил весенние каникулы. Поскольку Байден был католиком, а семья Нейлии — пресвитериане (PCUSA), отец возражал против её отношений с Байденом, но Нейлии удалось его переубедить. Вскоре после этого он переехал в Сиракузы и поступил на юридический факультет. Пара поженилась 27 августа 1966 года.
После свадьбы Байдены переехали в Уилмингтон, где Байден был членом совета округа Нью-Касл. У них было трое детей: Джозеф Робинетт «Бо», Роберт Хантер и Наоми Кристина «Эми». Байден проводил кампанию по смещению сенатора США от Делавэра Дж. Калеба Боггса. The News Journal назвал Нейлию «мозгом» его кампании.

### Смерть
18 декабря 1972 года, вскоре после того, как её муж стал избранным сенатором США, Нейлия поехала с детьми покупать ёлку. Она ехала на запад по Вэлли-Роуд в Хокессине, когда на перекрёстке с Delaware Route 7 её автомобиль выехал перед двигающимся в северном направлении грузовиком с прицепом. Полиция определила, что Нейлия, возможно, смотрела в другую сторону и, выезжая на перекрёсток, не заметила надвигающийся грузовик. Следствие показало, что вины водителя грузовика в ДТП не было; он был трезв и сразу оказал помощь пострадавшим. Нейлия и её трое детей были доставлены в больницу Уилмингтона.
Нейлия и Наоми умерли по прибытии, сыновья выжили, получив серьёзные травмы. После трагедии Байден изначально решил не занимать место в Сенате, но коллеги по партии убедили его продолжить политическую карьеру. Байден был привёден к присяге в Сенат в больнице, где лечились его сыновья.

## Наследие
Выступая на церемонии открытия в Йельском университете в 2015 году, Байден рассказал о своей жене: «Через шесть недель после моего избрания весь мой мир изменился навсегда. Пока я нанимал сотрудников в Вашингтоне, я получил телефонный звонок, мне сказали, что моя жена и дети ходили по рождественским покупкам, но автотягач с прицепом обрушился на них, убил мою жену и дочь. Они не были уверены, что мои сыновья выживут».
В честь неё назван парк в пригороде округа Нью-Касл, штат Делавэр, города Уилмингтон. Колледж Каюга в Оберне, где отец Нейлии много лет руководил управлением питания, ежегодно присуждает премию «Нейлии Хантер Байден» двум выпускникам: одна по журналистике, другая английской литературе. Среди первых победителей был Уильям (Билл) Фултон, который позже был мэром Вентуры, Калифорния. 